# Tomislavci
Tomislavci (in serbo Томиславци?) o anche conosciuto con il nome di Orešković (in serbo Орешковић?) è un villaggio della Serbia situato nella municipalità di Bačka Topola, nel distretto della Bačka Settentrionale, nella provincia autonoma di Voivodina. La popolazione totale è di 696 abitanti (censimento del 2002), e la maggioranza di essa è di etnia serba.